# Músculo lingual inferior
El músculo lingual inferior (Lingualis inferior) es un músculo que se encuentra en la parte inferior de la lengua. Se inserta, en las astas menores del hioides; por delante en la mucosa de la punta de la lengua. Lo inerva el nervio hipogloso y lingual. Es el depresor y retractor de la punta de la lengua.
- Datos: Q147912
- Multimedia: Inferior longitudinal muscles of tongue / Q147912